# Metopius korbi
Metopius korbi är en stekelart som beskrevs av Clement 1930. Metopius korbi ingår i släktet Metopius och familjen brokparasitsteklar. Inga underarter finns listade i Catalogue of Life.